# Рудолф I фон Брегенц
Рудолф I (II) фон Брегенц (на немски: Rudolf Graf von Bregenz; † 27 април/28 април 1160 в Павия) е последният граф на Брегенц (1097), Пфулендорф, граф в Долна Реция (1092), граф на Кур (1127) и фогт на Кур (1137). Споменат е в документи (1092 – 1160).

## Биография
Той е големият син на граф Улрих X фон Брегенц († 1097) и съпругата Берта фон Райнфелден († 1128), графиня фон Келмюнц, дъщеря на херцог Рудолф фон Райнфелден от Швабия († 1080), немски гегенкрал (1077 – 1080), и Аделхайд Торинска († 1079).
Рудолф I фон Брегенц преписва през 1143 г. собствеността си в графство Пфулендорф. Дъщеря му наследничката графиня Елизабет фон Брегенц (1152 – 1216) се омъжва през 1571 г. за пфалцграф Хуго II фон Тюбинген. Графството отива на пфалцграфовете на Тюбинген и на графовете на Монфор.

## Фамилия
Първи брак: с Ирмгард фон Калв, дъщеря на граф Адалберт II фон Калв († 1099) и принцеса Вилтруда от Лотарингия (* ок. 1043; † 1093), дъщеря на херцог Готфрид III Брадатия († 1069). Бракът е бездетен.
Втори брак: с Вулфхилд Баварска († сл. 1156/ сл. 8 май 1160) (Велфи), дъщеря на Хайнрих Черния, херцог на Бавария († 1126) и принцеса Вулфхилда Саксонска († 1126). Те имат една дъщеря:
- Елизабет фон Брегенц († сл. 1 юни 1216), наследничка на Монфор и Брегенц, омъжена пр. 1 май 1171 г. за пфалцграф Хуго II фон Тюбинген (* ок. 1120; † 18 декември 1182); родители на:
  - Рудолф I (* ок.т 1160; † сл. 1 април 1219), пфалцграф на Тюбинген
  - Хуго I (* ок. 1174; † 12 март 1230/1234), граф на Брегенц и Монфор